# Bitwa pod Koniecpolem (1708)
Bitwa pod Koniecpolem – starcie zbrojne, które miało miejsce 21 listopada 1708 roku, podczas wielkiej wojny północnej. Wojska wierne konfederacji sandomierskiej, litewskie pod wodzą Ludwika Pocieja, koronne pod wodzą regimentarza Zygmunta Rybińskiego pokonały wspólnie oddziały wierne królowi Leszczyńskiemu dowodzone przez hetmana wielkiego koronnego z nominacji Leszczyńskiego, Józefa Potockiego. 

## Siły stron
Grupa Potockiego, licząca około 10 tys. żołnierzy podeszła pod Koniecpol (w pobliżu wsi Żytno) 20 listopada 1708 r.
Rybiński i Pociej, głównodowodzący wojskami konfederackimi dzięki podjazdom wiedzieli o zbliżaniu się nieprzyjaciela i nocą nakazali wojsku uformowanie szyku bojowego przed Koniecpolem w dwie linie:
- I linia – piechota w środku, po bokach dragonia, następnie arkebuzeria, na skrzydłach jazda.
- II linia – jazda.
- Odwód – 10 chorągwi jazdy.

Przed frontem ustawiono artylerię, prawe skrzydło konfederackie osłonięte było suchym, głębokim rowem.
Dokładny skład wojsk konfederackich ustalił Wimmer na podstawie komputów wojska koronnego z obozu w Zakrzówku, stan z 20 X 1708 r.
Rybiński: 5 600 ludzi w tym
- 31 chorągwi pancernych w sile 2 320 koni
- 16 chorągwi lekkich w sile 1 170 koni
- 4 kornety arkebuzerii w sile 360 koni
- regiment dragonii 800 porcji
- regiment pieszy gwardii i regiment pieszy płk Sosnowskigo – 1 200 porcji

Pociej:
- 9 chorągwi pancernych w sile około 700 koni
- 1 chorągiew lekka 50–100 koni (?)
- 40 chorągwi jazdy litewskiej (składu nie podaje)

Nie podano liczebności dział. W sumie około 10 tys.
Potocki, Śmigielski – źródła podają liczbę od 10 do 12 tys. żołnierzy w skład których wchodziła: rajtaria i dragonia (głównie cudzoziemscy najemnicy), jazda narodowego autoramentu.
- I linia – w środku dragonia, po obydwu stronach w linii artyleria, na skrzydłach rajtaria.
- II linia – w środku dragonia, na skrzydle lewym jazda płk Grudzińskiego, na prawym płk Dobrosołowskiego (40 chorągwi).
- III linia – jazda Potockiego.

## Bitwa
Od rana Potocki próbował przeciągnąć oddziały konfederackie na swą stronę, wysyłał harcowników lecz rozkaz Rybińskiego był wyraźny – nie podejmować ani rozmów, ani harców. Wobec tego ok. 13 Potocki wydał rozkaz do natarcia.
Rajtaria i dragonia Potockiego uderzyły frontalnie na środek szyku konfederackiego lecz zostały odparte silnym ogniem. Jednocześnie skrzydło pod dowództwem Grudzińskiego uderzyło na Litwinów Pocieja. Pomimo osłony terenowej i przewagi liczebnej, Litwini zostali pobici i rzucili się do ucieczki, z wyjątkiem 5 chorągwi, które zostały przy głównodowodzącym i nie dopuściły do uderzenia na centrum. Reszta ścigana była aż do Pilicy, wielu potonęło w rzece lub zostało zabitych w pościgu.
Lewe skrzydło konfederackie również się zachwiało ale odpowiednio wsparte arkebuzerią zdołało wytrzymać.
Rybiński nakazał uderzenie centrum, to jest swojej piechoty i dragonii na szyki Potockiego.
Potocki w kontrnatarciu postanowił oskrzydlić siły konfederackie, zwłaszcza, że chorągwie Grudzińskiego i Dobrosołowskiego oraz Śmigielskiego znalazły się na tyłach wojsk Rybińskiego po pobiciu chorągwi Pocieja.
Jednak Rybiński nie stracił głowy. Umiejętnie dowodząc artylerią nakazał dwustronny atak na wojska Potockiego, synchronizując to ze śmiałym manewrem jazdy konfederackiej która niepostrzeżenie obeszła grupę Potockiego, uderzając na jej tyły.
Jako pierwsi uciekli jeźdźcy Potockiego, następnie pozostałych pułkowników: Grudzińskiego, Dobrosołowskiego i Śmigielskiego.
Bitwa skończyła się o 16 godzinie 15 kilometrowym pościgiem za stronnikami Leszczyńskiego. Klęska Potockiego była całkowita.
Potocki stracił 380 ludzi zabitych w walce oraz 1 000 podczas pościgu, 2 000 dostało się do niewoli. W ręce konfederatów wpadły 4 działa, 4 moździerze oraz znaczny zapas amunicji.
Sam Potocki w eskorcie 300 rajtarów uciekł do Radomska. Rybiński w walce stracił 200 ludzi.

## Konsekwencje
Szlachta małopolska, wcześniej skora do przejścia na stronę Leszczyńskiego, na wieść o klęsce Potockiego (a zwłaszcza cenionego Śmigielskiego) zrezygnowała z tych planów.